# Mezzo (Desktop-Umgebung)
Mezzo ist eine von Ryan Quinn entwickelte Desktop-Umgebung für Linux-Systeme. Die Umgebung wird standardmäßig in Kombination mit dem ebenfalls von Quinn entwickelten und erstmals 2004 veröffentlichten Live-System Symphony OS verwendet. Mezzo verwendet FVWM als Fenster-Manager.

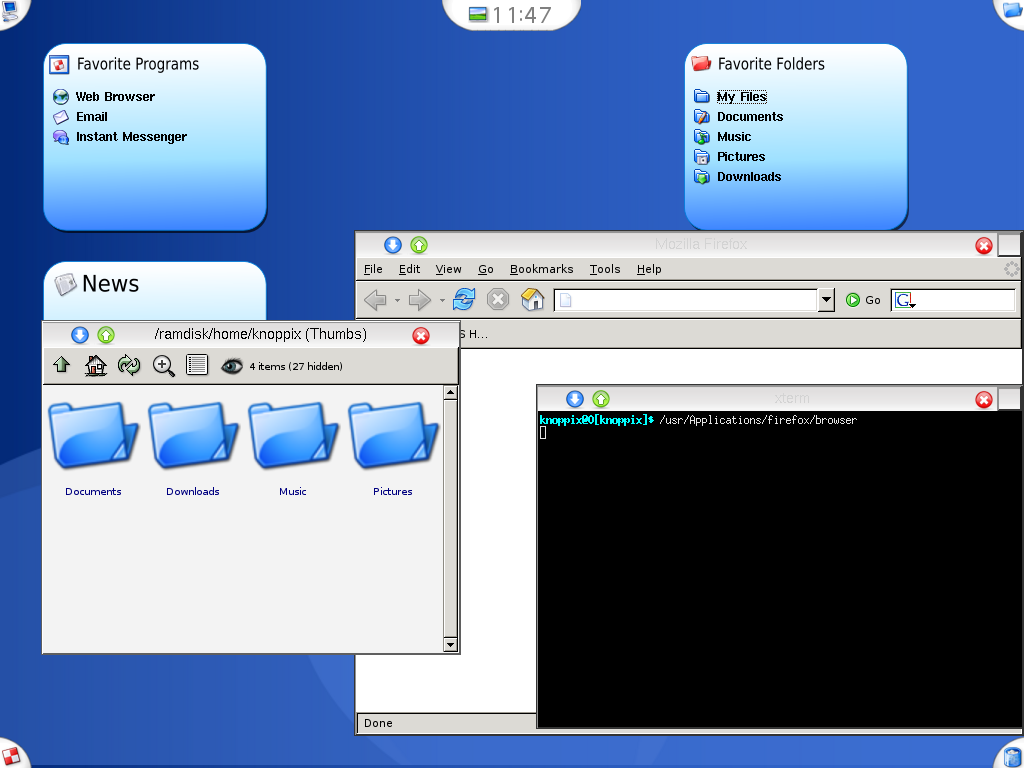

Es unterscheidet sich von anderen Desktop-Umgebungen, da es den Desktop nicht als einen Hauptordner behandelt und auf verschachtelte Menü-Strukturen verzichtet. Daher werden auf dem Desktop keine Ordner, Verknüpfungen oder andere Dateien angelegt, der Desktop ist standardmäßig fast leer. Es sind lediglich vier Symbole in den Ecken des Bildschirms vorhanden. Über diese Symbole können Gruppierungen mit für bestimmte Aufgaben verknüpften Programme und Anweisungen abgerufen werden. Den vier Gruppen   sind allgemein gehaltene Arbeitsbereiche zugeteilt, die als System (System), Programs (Programme), Files (Dateien) und Trash (Papierkorb) bezeichnet werden.
Obwohl Mezzo ausschließlich für das System Symphony OS konzipiert und angeboten wurde, waren frühe Versionen der Umgebung auch für andere Debian-basierte Distributionen verfügbar.
Das Konzept von Mezzo inspirierte trotz seiner geringen Verbreitung auch andere Projekte, z. B. den auf KDE basierenden Kuartet Desktop, dessen GUI der von Mezzo ähnelt.